# Serrasalmus altispinis
Serrasalmus altispinis es una especie de pez de la familia Characidae en el orden de los Characiformes.

## Morfología
Los machos pueden llegar alcanzar los 19 cm de longitud total.
- Número de  vértebras: 35-38.[1]

## Hábitat
Es un pez de agua dulce y de clima tropical.

## Distribución geográfica
Se encuentran en Sudamérica: río Uatumã en Brasil.